# 丸山弘道
丸山 弘道（まるやま ひろみち、1969年7月20日 - ）は日本のテニス指導者。株式会社オフィス丸山弘道 代表取締役。千葉県柏市出身。

## 来歴
ジュニア時代は柏ローンテニスクラブに所属。ジュニア時代の主な最高成績は全日本ジュニアランキング10位。明治大学時代はインカレ選手。大学を卒業後、4年間日本生命相互保険会社に就職し、退職後テニス界にコーチとして復帰、財団法人吉田記念テニス研修センター（TTC）のジュニア選手担当コーチとして、選手を全国トップレベルまで引き上げる。
1998年より車いすテニス選手の指導も行う。2004年のアテネパラリンピックでは、日本代表コーチとして斎田悟司・国枝慎吾ペアを金メダルへと導いた。2006年からは車いすテニス専門のコーチとして、男子世界ランキング単1位の国枝慎吾や、複ランキング1位の斎田悟司を育成。
2008年の北京パラリンピックにおいて、男女代表選手5名を代表に送り出し、国枝慎吾のシングルス金メダル、斎田悟司・国枝慎吾のダブルスでは銅メダルへと導く。現在でも、世界トップレベルの選手を中心に指導をしている。
2009年4月よりジュニア育成コーチに復帰し、2009年度のインターハイチャンピオンの小和瀬麻帆（こわせまほ）選手の育成や、全国中学生チャンピオンの小和瀬望帆（こわせみほ）姉妹の指導を行う。また、2010年度では、千村夏美を全国中学生チャンピオンへと導いた。
2012年のロンドンオリンピック＆パラリンピックにおいて、男子代表4名を代表に送り出し、前人未到である国枝慎吾のシングルス金メダル2連覇へと導く。
2012年10月、財団法人吉田記念テニス研修センターを退職し、愛知県豊田市にある名古屋グリーンテニスクラブを新たな活動の場として勤務する。
2014年5月、名古屋グリーンテニスクラブを退職。
　
2014年7月、株式会社 オフィス丸山弘道　設立。　車いすテニスプレイヤー　国枝慎吾選手（ユニクロ）、三木拓也選手（トヨタ自動車）のプライベートコーチとして、
2020年東京オリンピック＆パラリンピックを目指し活動を開始。車いすテニスの普及と強化活動を中心に、健常者のジュニアプレイヤーのプライベートレッスンも行っている。
2015年3月、埼玉県川越市の川越水上公園テニスコートにて、「第1回車いすジュニアテニス選手権大会」を開催、15名のジュニアが参加。

## 所属
株式会社 オフィス丸山弘道　代表取締役（2014.7-）
名古屋グリーンテニスクラブグループ ディレクター(2012.11-2014.5)
公益財団法人吉田記念テニス研修センター  エリートコーチ(1997-2012.9)

## 資格
- 公益財団法人日本テニス協会 公認 S級エリートコーチ
- 公益財団法人日本障がい者スポーツ協会 公認 スポーツコーチ
- 心肺蘇生法（CPR）・自動対外式除細動器（AED）

## その他（所属学会等）
- 公益財団法人ヤマハ発動機スポーツ振興財団　チャレンジ助成審査委員
- 公益財団法人日本テニス協会 専門委員会　車いすテニス委員
- 一般社団法人日本車いすテニス協会 ナショナルチームヘッドコーチ
- 日本テニス学会会員